# Distretto di Yenişarbademli
Il distretto di Yenişarbademli (in turco Yenişarbademli ilçesi) è uno dei distretti della provincia di Isparta, in Turchia.